# Ibiza
Ibiza (tiếng Catalunya: Eivissa [əjˈvisə]; tiếng Phoenicia: אִיבּוֹסִים, Ibosim) là một hòn đảo ở Địa Trung Hải nằm cách ngoài khơi bờ biển thành phố Valencia tại Tây Ban Nha 79 km. Đây là đảo lớn thứ ba của Quần đảo Baleares, một cộng đồng tự trị của Tây Ban Nha. Cùng với Formentera, Ibiza là một trong hai đảo chính của quần đảo "Cây Thông" hay "Pityuses". Các đô thị lớn nhất trên đảo là Ibiza (tiếng Catalunya: Vila d'Eivissa, hay đơn giản Vila), Santa Eulària des Riu và Sant Antoni de Portmany. Đỉnh cao nhất của đảo được gọi là Sa Talaiassa (hay Sa Talaia), có cao độ 475 m/1.558 ft trên mặt biển.
Hòn đảo tương đối nhỏ song các đô thị trên đảo được cả thế giới biết đến nhờ du lịch, sinh hoạt ban đêm, và nhạc điện tử. Đảo cũng được biết đến với các tiệc hội mùa hè thu hút một lượng lớn du khách. Các câu lạc bộ đáng chú ý bao gồm Space, Privilege, Amnesia, DC10, Eden, và Es Paradis. Ibiza cũng là nơi có một "cảng" huyền thoại ở thị trấn Ibiza, một điểm dừng chân thu hút du khách và khu đa dạng sinh học ở Ibiza hiện là một di sản thế giới của UNESCO.

## Di sản thế giới
Khu đa dạng sinh học ở Ibiza thuộc quần đảo Balearic bao gồm một diện tích lớn hệ sinh thái biển và ven biển Địa Trung Hải, đồng thời cũng là bằng chứng khảo cổ giai đoạn Phoenician-Carthage cùng với kiến trúc Phục hưng trong thời kỳ phát triển các công sự và khu vực định cư.

### Tự nhiên
Bờ biển Ibiza ví dụ điển hình về sự tương tác giữa sinh vật môi trường biển và ven biển tạo ra sự đa dạng sinh học đáng kể. Phía Nam của hòn đảo là vùng biển có diện tích lớn cỏ biển, (trải dài trên 8 km và có lịch sử lên đến 100.000 năm) một loài đặc hữu chỉ có thể tìm thấy ở lưu vực Địa Trung Hải cùng với một lượng lớn các loài động vật biển. Nơi đây còn có những vùng đầm lầy muối, môi trường sống quan trọng cho các loài chim mặt nước.

### Văn hóa
Nằm trong khu di sản Ibiza là Upper Town nằm ở mũi đất hướng ra biển, là một công sự điển hình về phòng thủ thời kỳ Phoenician và trong thời gian Ả Rập và Catalan với những bức tường thành bao bọc khu đô thị dân cư và hải cảng sầm uất.
Phía Tây nam của Upper Town là nghĩa trang Phoenician Punic của Puig des Molins được sử dụng từ thế kỷ thứ 6 TCN đến hết thời kỳ La Mã và một nghĩa trang Hồi giáo gần đó. Đây là khu khảo cổ Sa Caleta với những bức tường kiên cố, những thành quách, những căn phòng ngầm sâu dưới lòng đất, những ngôi mộ, tượng đài... gần đó là ruộng bậc thang với những cây ô liu được trồng ngăn nắp. Ngoài ra, khu vực còn có nhà thờ Thiên chúa giáo; các bức tường phòng thủ ven biển Dalt Vila; hệ thống canh tác, tưới tiêu Ses Feixes được xây dựng vào bố trí một cách khéo léo và hệ thống kênh mương đê điều trên khu vực ngập nước ở Las Salinas.

## Hành chính
Ibiza là một phần của vùng hành chính thuộc quần đảo Baleares, với thủ phủ là Palma de Mallorca, trên đảo thuộc Mallorca. Ibiza gồm 5 đô thị trong danh sách đô thị tại Quần đảo Balears. Chiều kim đồng hồ từ bờ biển phía nam, 5 đô thị này là:
- Sant Josep de sa Talaia (Tây Ban Nha: San José)
- Sant Antoni de Portmany (San Antonio Abad)
- Sant Joan de Labritja (San Juan Bautista)
- Santa Eulària des Riu (Santa Eulalia del Río)
- Ibiza (đô thị) ("Đô thị Ibiza"; hay gọi đơn giản là Vila, "Đô thị")

| Đô thị                  | Diện tích square km | Dân số khảo sát 1 tháng 11 năm 2001 | Dân số thống kê 1 tháng 2 năm 2010 |
| ----------------------- | ------------------- | ----------------------------------- | ---------------------------------- |
| Sant Josep de sa Talaia | 159.4               | 14,267                              | 22,871                             |
| Sant Antoni de Portmany | 126.8               | 15,081                              | 22,136                             |
| Sant Joan de Labritja   | 121.7               | 4,094                               | 5,477                              |
| Santa Eulària des Riu   | 153.6               | 19,808                              | 32,637                             |
| Ibiza (đô thị) (Ibiza)  | 11.1                | 34,826                              | 49,516                             |
| Tổng                    | 572.6               | 88,076                              | 132,637                            |

## Khí hậu
Mùa hè của Ibiza thường dao động hơn 20 °C (70s-80s °F), ít khi đạt đến 30 °C, với nhiệt độ ban đêm dưới 21.8 °C. Vào mùa đông, nhiệt độ thấp nhất khoảng 8.1 đến 14.2 °C.
| Dữ liệu khí hậu của Eivissa (1981-2010)  | Dữ liệu khí hậu của Eivissa (1981-2010) | Dữ liệu khí hậu của Eivissa (1981-2010) | Dữ liệu khí hậu của Eivissa (1981-2010) | Dữ liệu khí hậu của Eivissa (1981-2010) | Dữ liệu khí hậu của Eivissa (1981-2010) | Dữ liệu khí hậu của Eivissa (1981-2010) | Dữ liệu khí hậu của Eivissa (1981-2010) | Dữ liệu khí hậu của Eivissa (1981-2010) | Dữ liệu khí hậu của Eivissa (1981-2010) | Dữ liệu khí hậu của Eivissa (1981-2010) | Dữ liệu khí hậu của Eivissa (1981-2010) | Dữ liệu khí hậu của Eivissa (1981-2010) | Dữ liệu khí hậu của Eivissa (1981-2010) |
| Tháng                                    | 1                                       | 2                                       | 3                                       | 4                                       | 5                                       | 6                                       | 7                                       | 8                                       | 9                                       | 10                                      | 11                                      | 12                                      | Năm                                     |
| ---------------------------------------- | --------------------------------------- | --------------------------------------- | --------------------------------------- | --------------------------------------- | --------------------------------------- | --------------------------------------- | --------------------------------------- | --------------------------------------- | --------------------------------------- | --------------------------------------- | --------------------------------------- | --------------------------------------- | --------------------------------------- |
| Trung bình ngày tối đa °C (°F)           | 15.7 (60.3)                             | 15.9 (60.6)                             | 17.7 (63.9)                             | 19.7 (67.5)                             | 22.7 (72.9)                             | 26.8 (80.2)                             | 29.7 (85.5)                             | 30.3 (86.5)                             | 27.7 (81.9)                             | 24.0 (75.2)                             | 19.6 (67.3)                             | 16.7 (62.1)                             | 22.2 (72.0)                             |
| Trung bình ngày °C (°F)                  | 11.9 (53.4)                             | 12.1 (53.8)                             | 13.7 (56.7)                             | 15.6 (60.1)                             | 18.6 (65.5)                             | 22.6 (72.7)                             | 25.6 (78.1)                             | 26.3 (79.3)                             | 23.8 (74.8)                             | 20.2 (68.4)                             | 15.9 (60.6)                             | 13.1 (55.6)                             | 18.3 (64.9)                             |
| Tối thiểu trung bình ngày °C (°F)        | 8.1 (46.6)                              | 8.3 (46.9)                              | 9.6 (49.3)                              | 11.4 (52.5)                             | 14.6 (58.3)                             | 18.4 (65.1)                             | 21.4 (70.5)                             | 22.2 (72.0)                             | 19.9 (67.8)                             | 16.5 (61.7)                             | 12.3 (54.1)                             | 9.5 (49.1)                              | 14.3 (57.7)                             |
| Lượng Giáng thủy trung bình mm (inches)  | 37 (1.5)                                | 36 (1.4)                                | 27 (1.1)                                | 31 (1.2)                                | 27 (1.1)                                | 11 (0.4)                                | 5 (0.2)                                 | 18 (0.7)                                | 57 (2.2)                                | 58 (2.3)                                | 53 (2.1)                                | 52 (2.0)                                | 413 (16.3)                              |
| Số ngày giáng thủy trung bình (≥ 1.0 mm) | 5                                       | 5                                       | 3                                       | 4                                       | 3                                       | 1                                       | 1                                       | 2                                       | 4                                       | 6                                       | 6                                       | 5                                       | 45                                      |
| Số giờ nắng trung bình tháng             | 162                                     | 166                                     | 211                                     | 246                                     | 272                                     | 299                                     | 334                                     | 305                                     | 236                                     | 205                                     | 157                                     | 151                                     | 2.744                                   |
| Nguồn: Agencia Estatal de Meteorología   |                                         |                                         |                                         |                                         |                                         |                                         |                                         |                                         |                                         |                                         |                                         |                                         |                                         |

## Hình ảnh

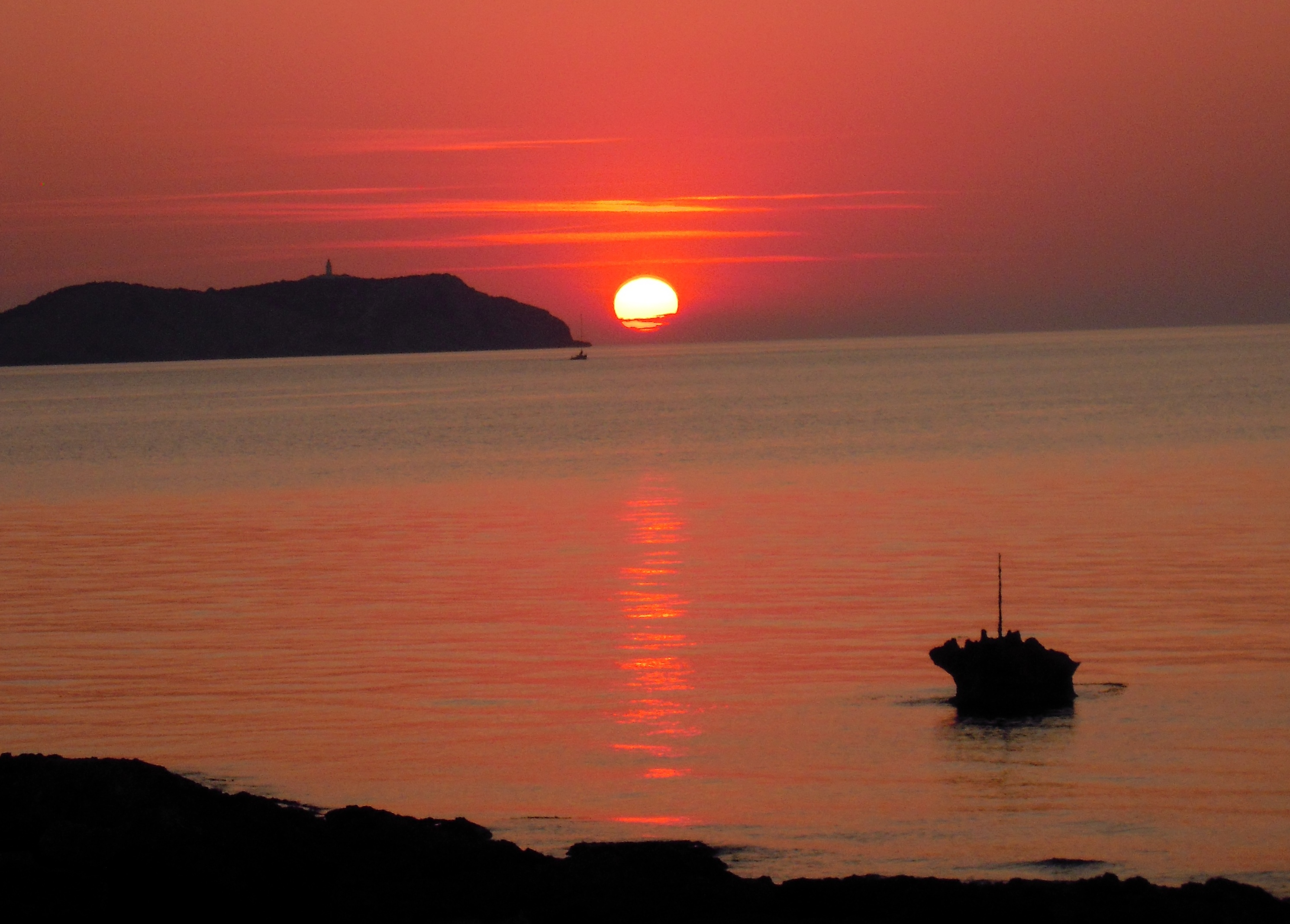
Hoàng hôn ở vịnh Sant Antoni
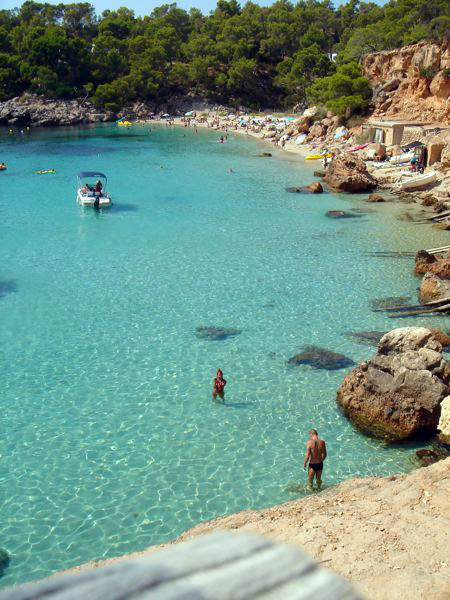
Eivissa, Cala Salada, phía bắc Sant Antoni de Portmany
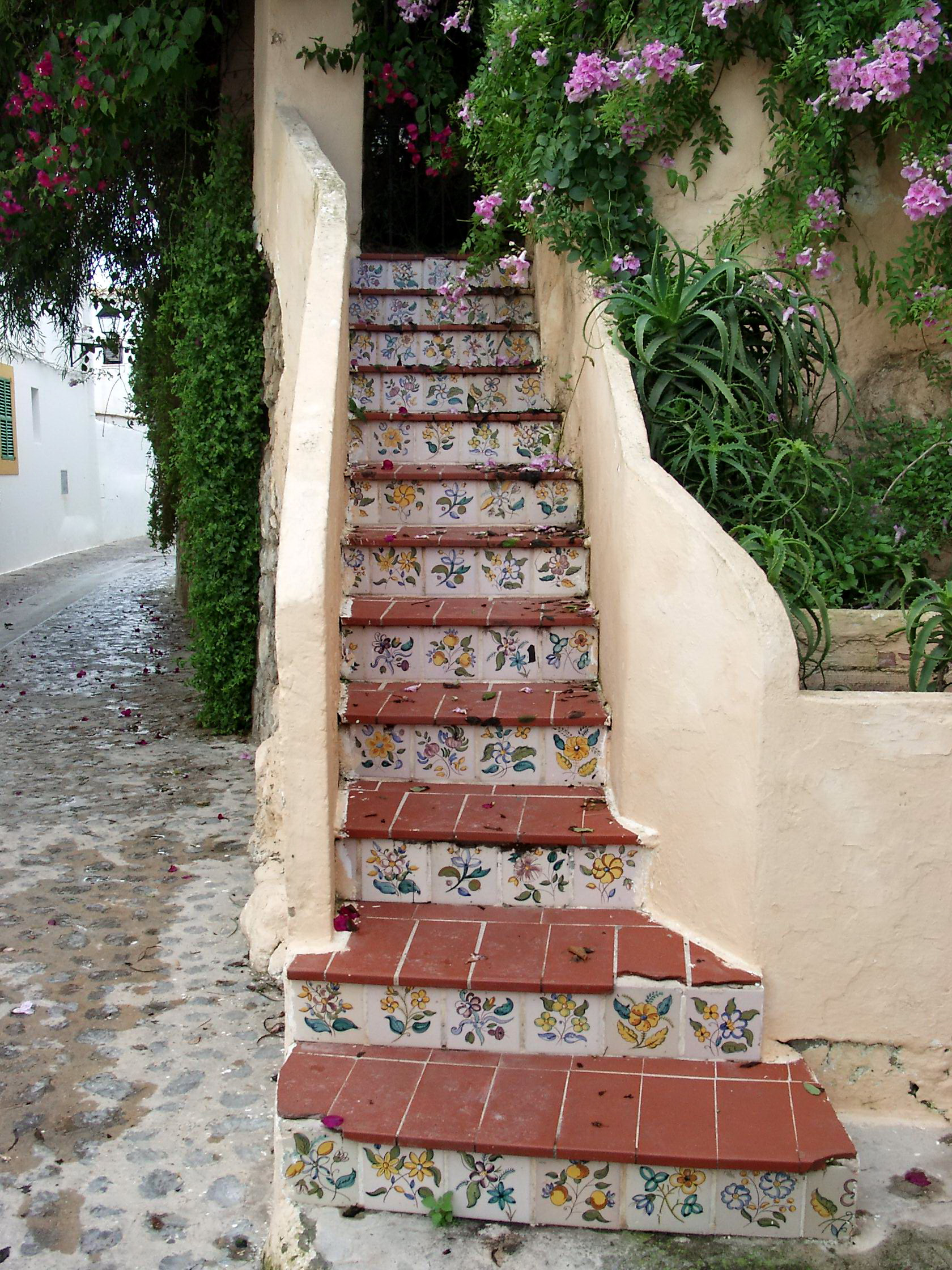
Cầu thang tại đô thị Ibiza
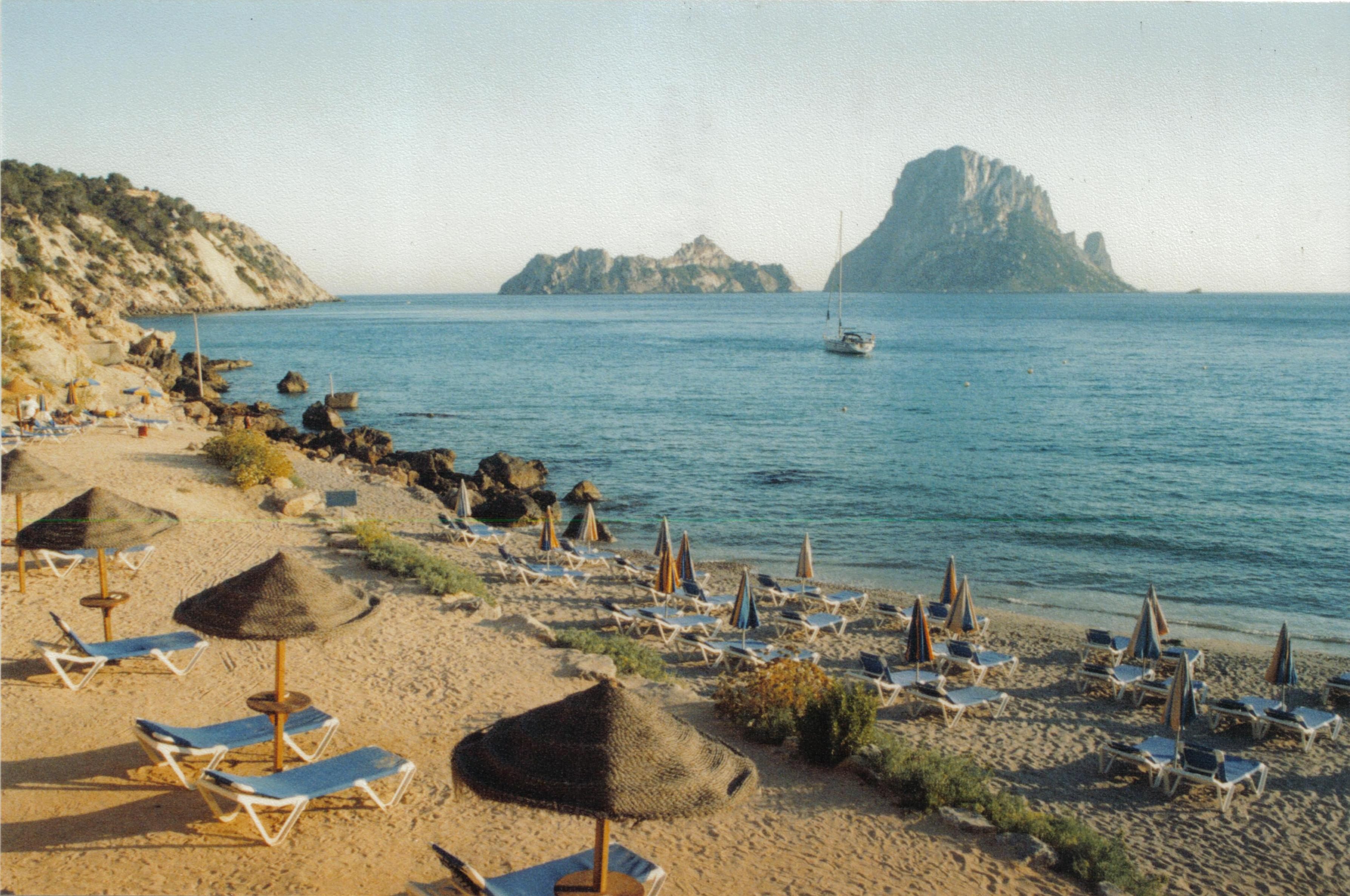
Cala d'Hort, Ibiza
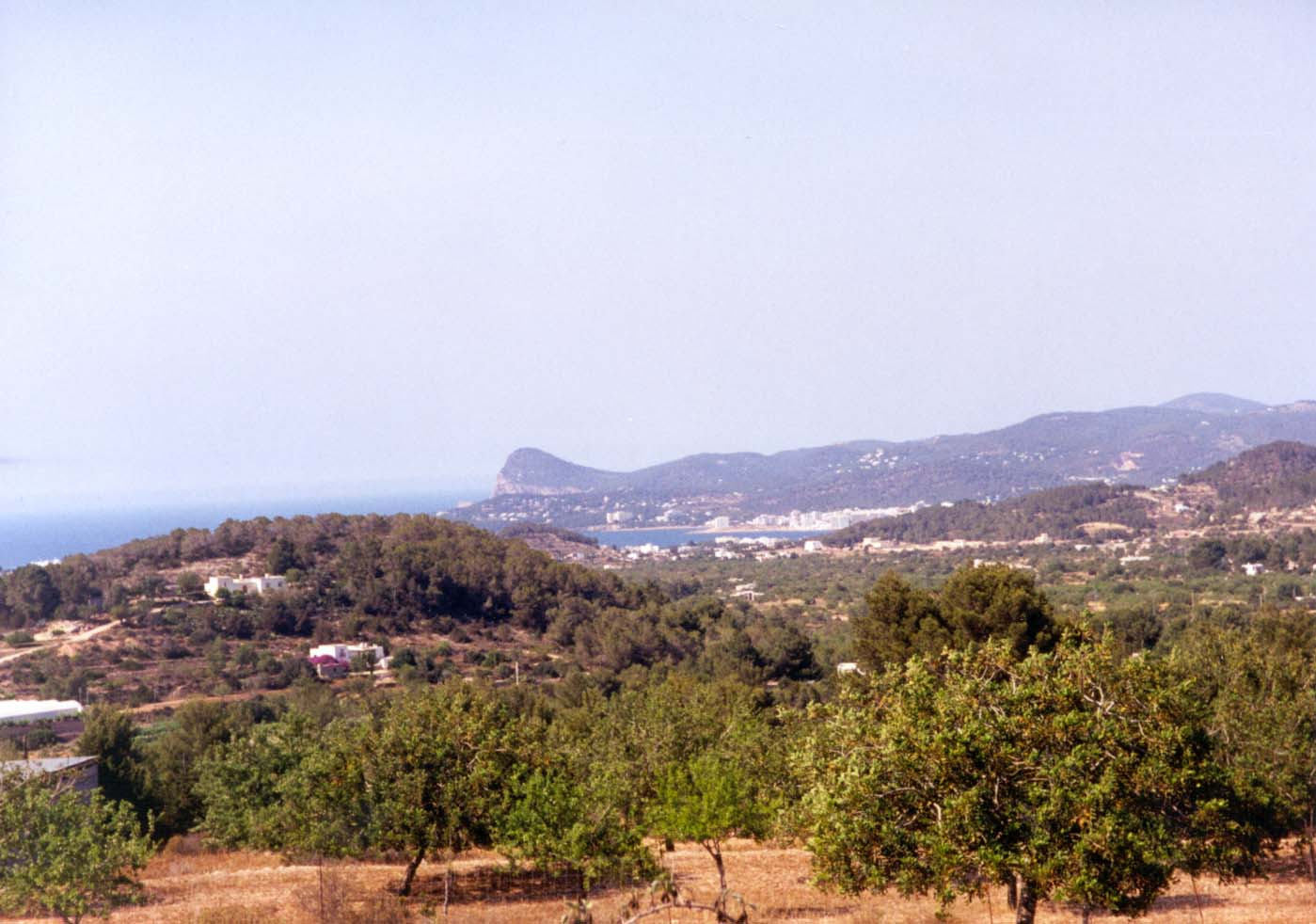
Sant Antoni de Portmany từ đằng xa
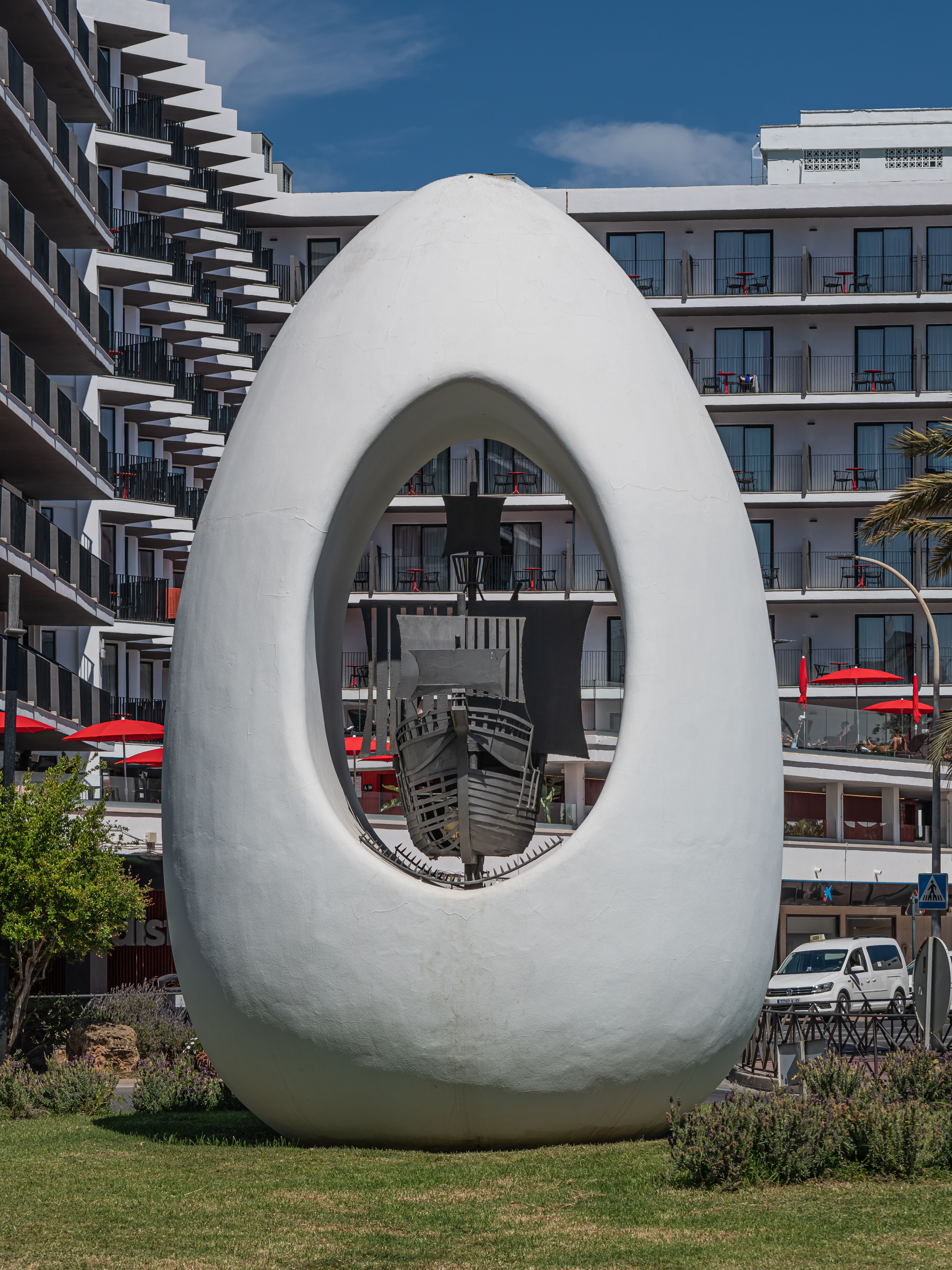
Egg of Columbus ở Sant Antoni
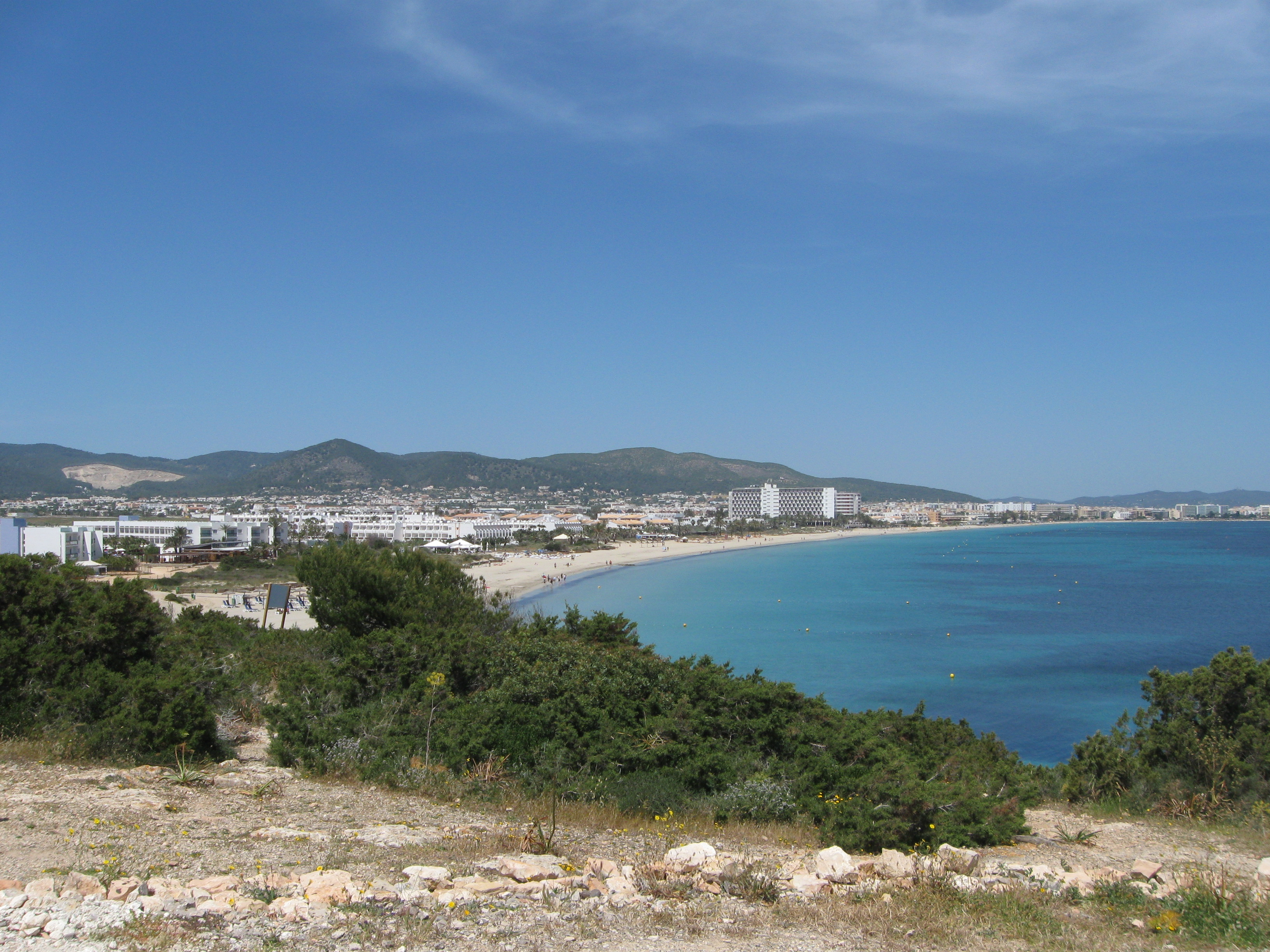
Platja d'en Bossa nhìn phía bắc hướng đến đô thị Ibiza
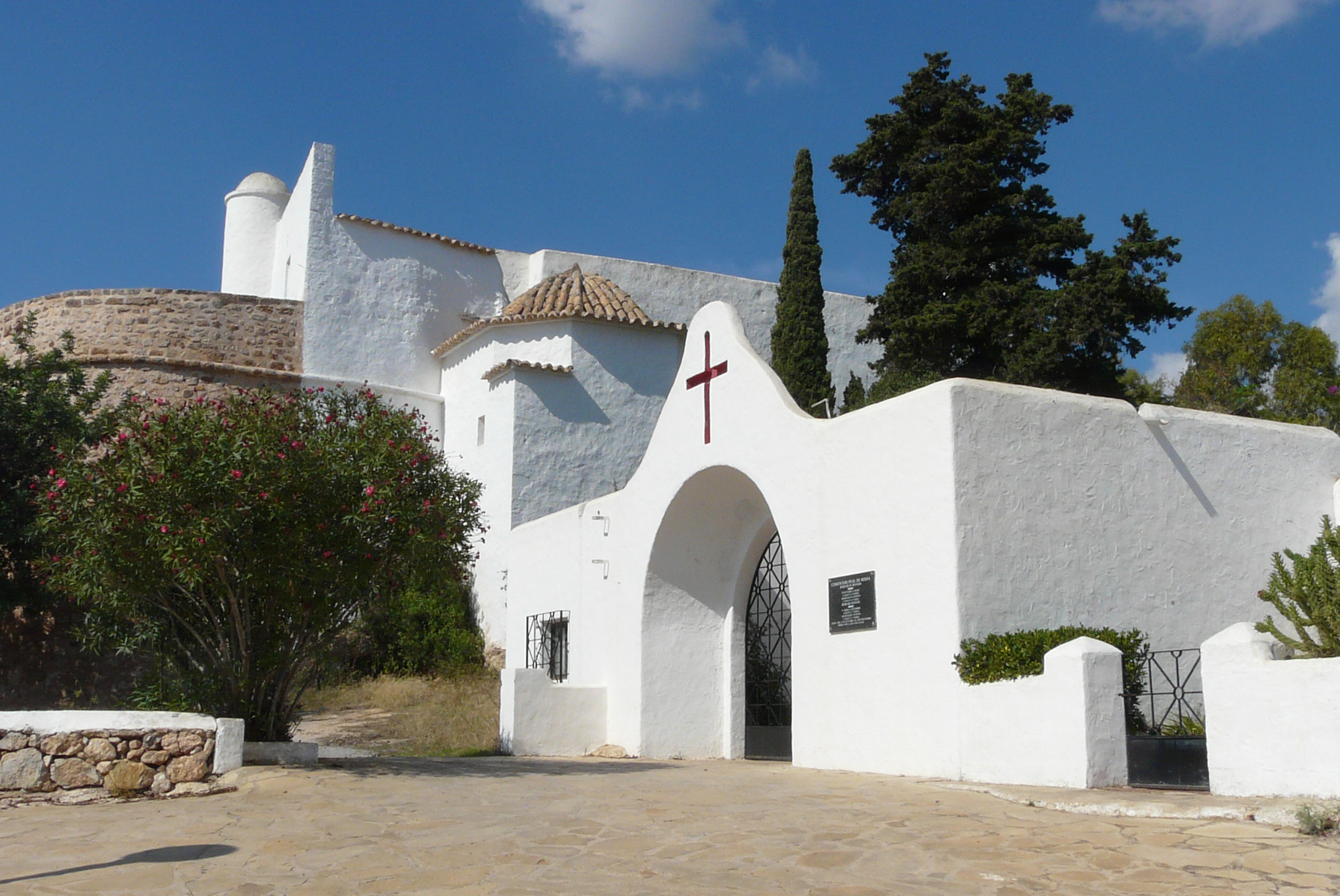
Puig de Missa ở Santa Eulària
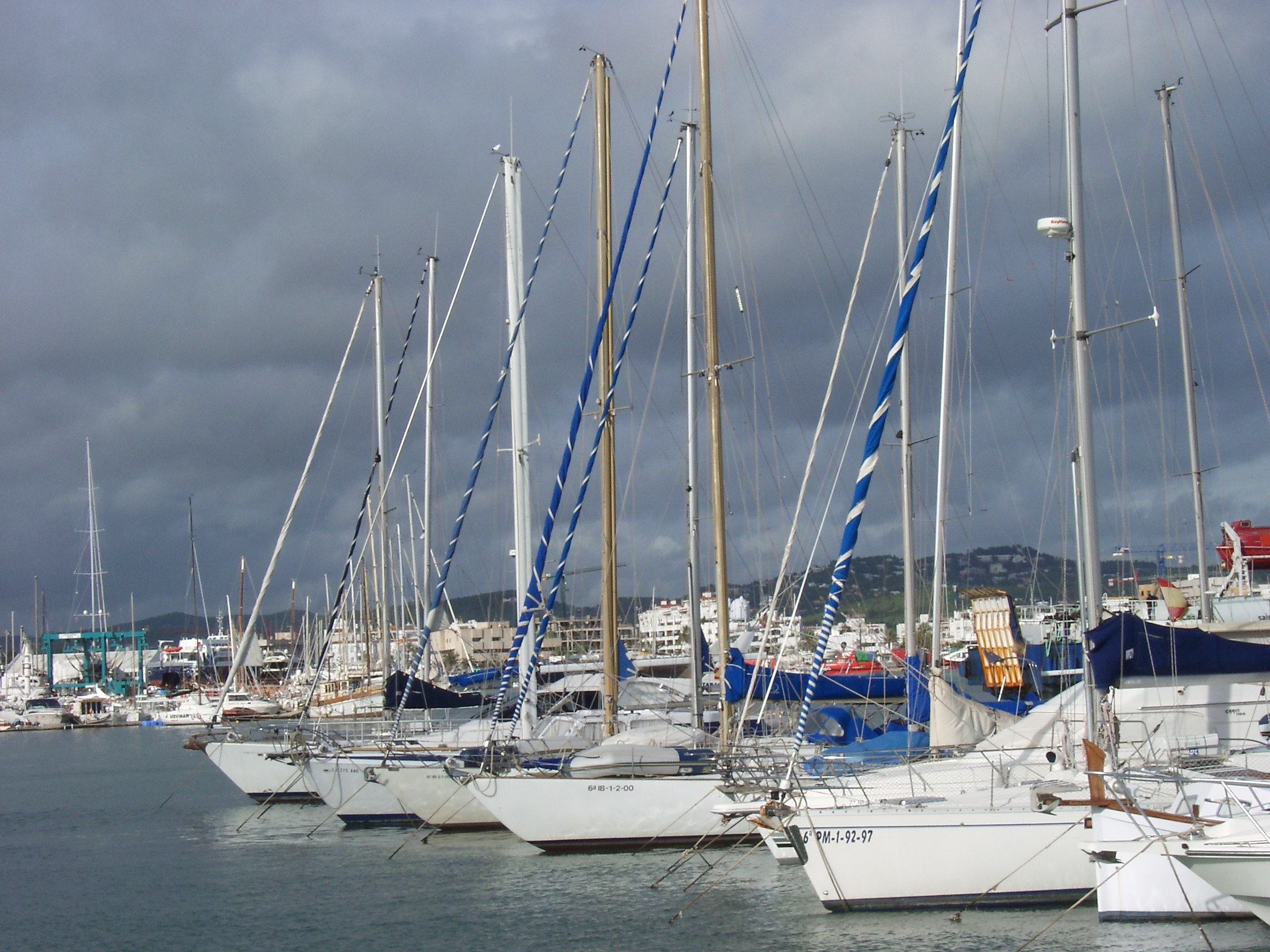
Marina thuộc Santa Eulària des Riu
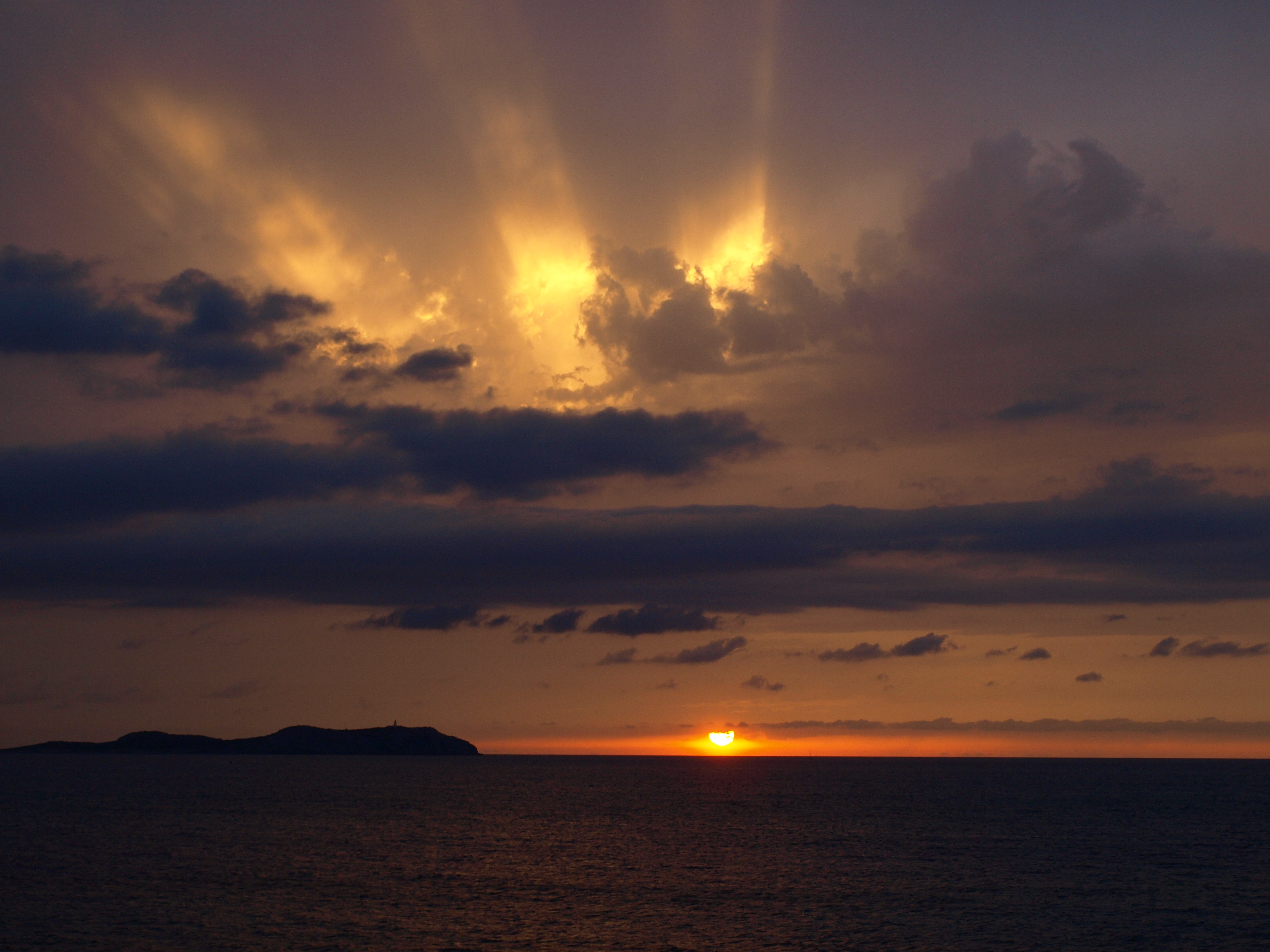
Hoàng hôn San Antonio
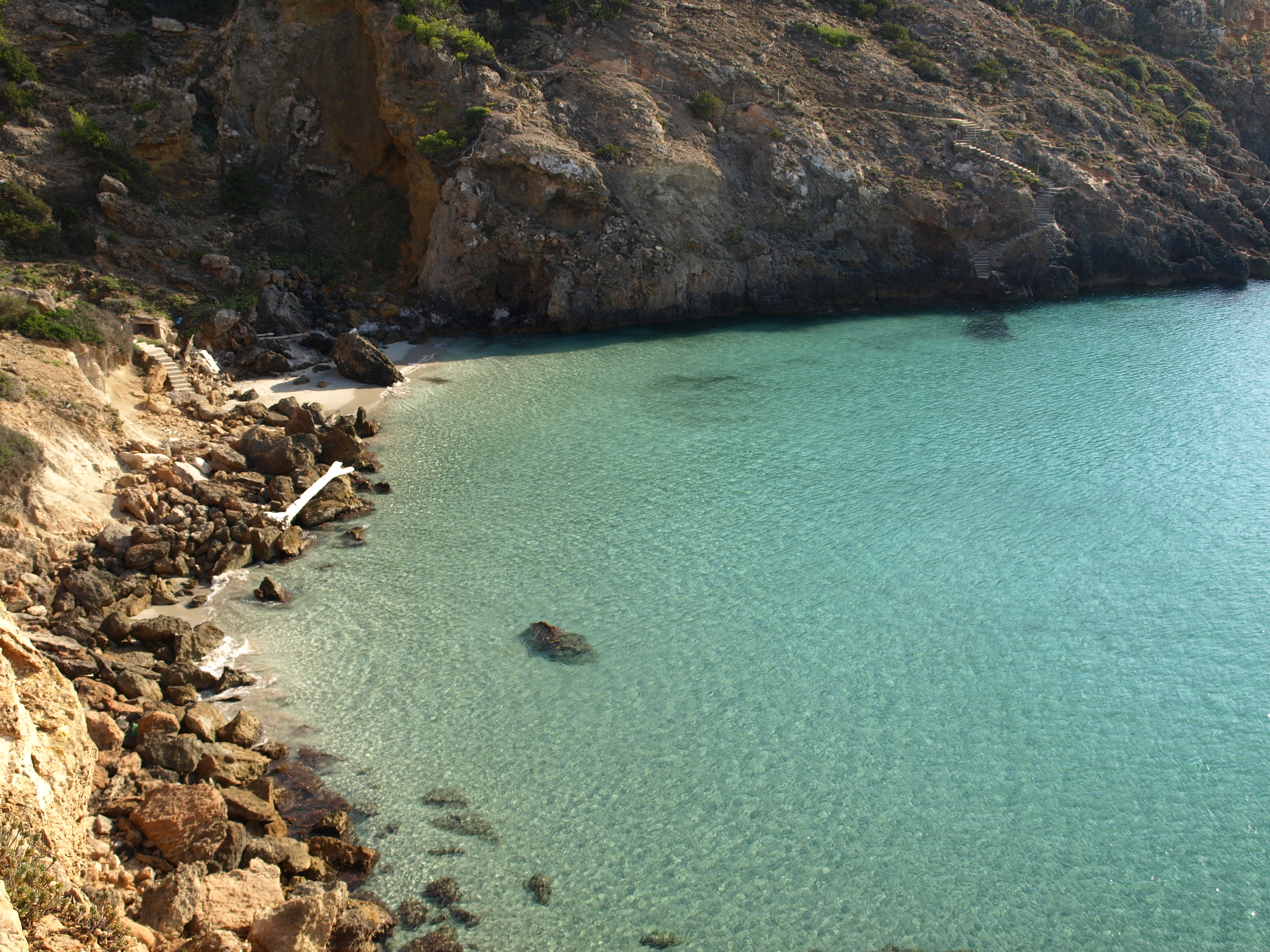
Vịnh riêng
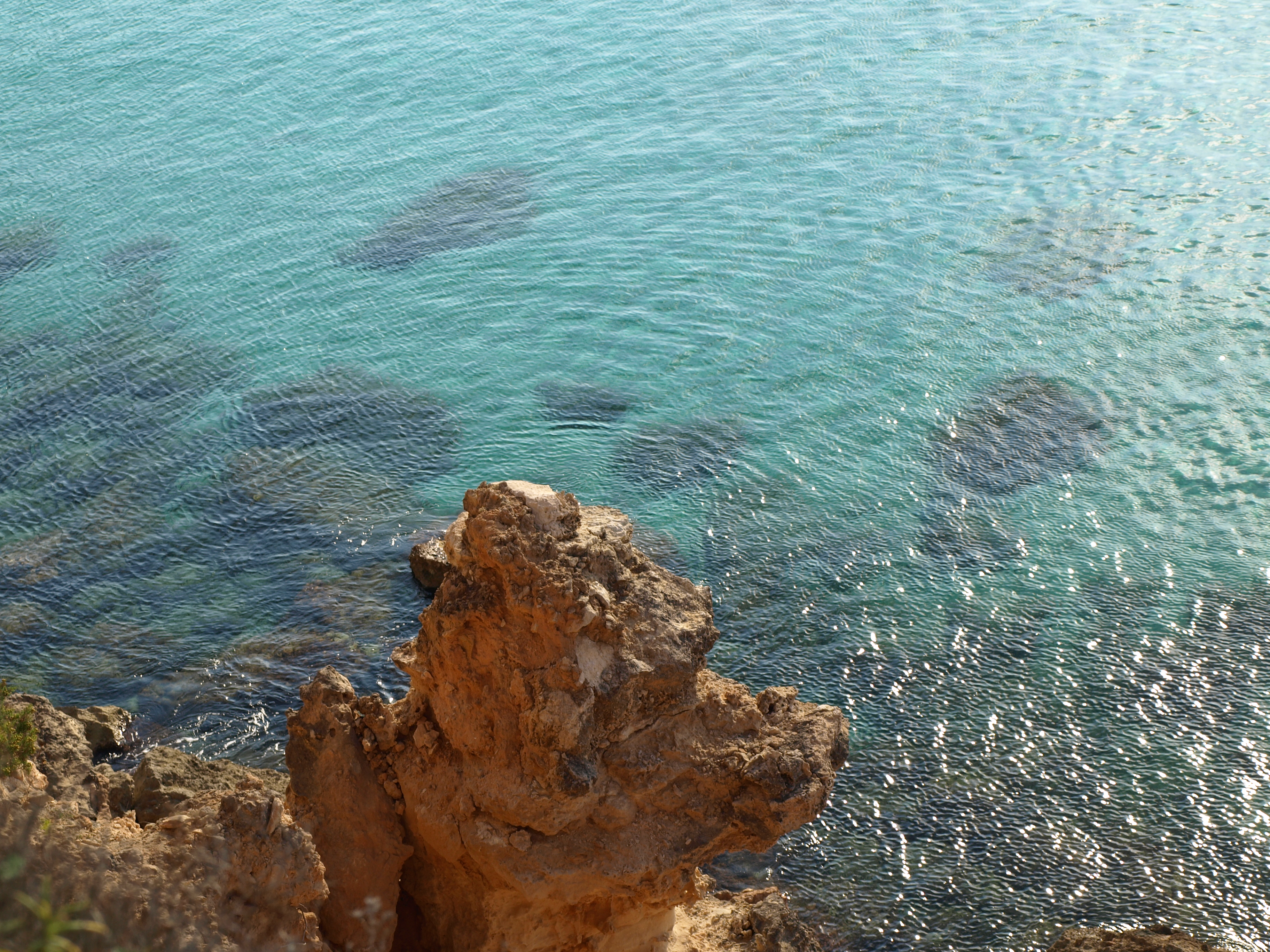
Nước sạch
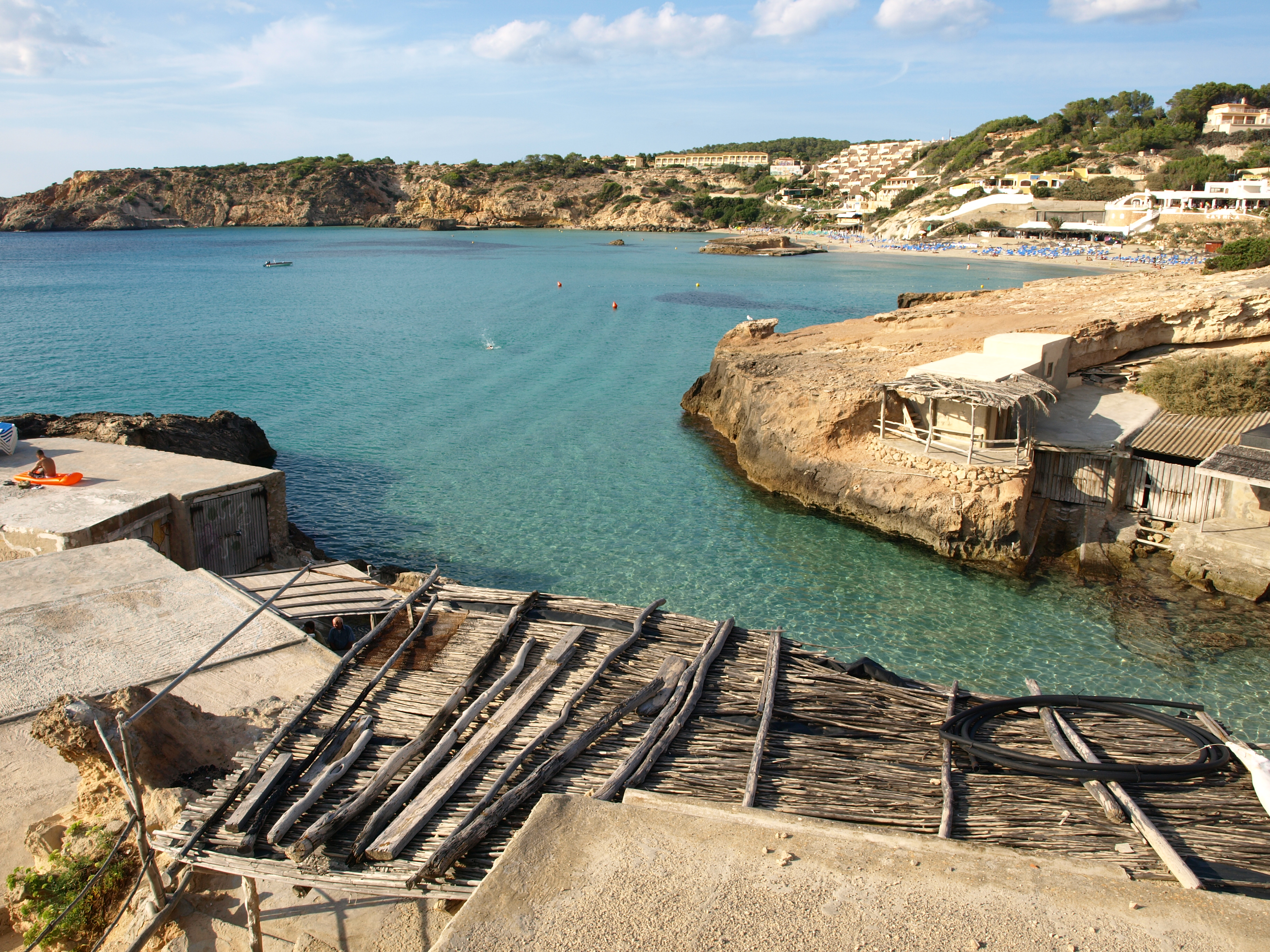
Cala Tarida